# 哈拉里全球學院
哈拉里學院是一所提供免費AP課程文憑以及NCAA認證高中課程文憑的美國線上虛擬學院。它最廣為人知的課程是其宗教學及文學，以及免費的線上高中課程。截至2016年，有超過250位學生在此學習，也包含自學生與在校生。其發出的高中文憑為全美學生運動員協會及全美大學理事會承認。

## 學院
由大學理事會（College Board－sat主辦單位）出資開設的哈拉里全球學院始於2014年，課程主打世界文明，學生須要讀完兩年基本課程（也可繼續修讀進階課程，時限兩年）共六學期。學生於基本兩年內會修30門課（平均一學期五門），至少11門為AP課程，修讀範圍包括數學，自然，文學，社會學及人文宗教學等，每學期會有20小時的外語課程。基本上授課教師多由牛津大学，加州大學畢業。本校一大特點為學生於上課中會與老師，同學互動。而目前學生有一半為美國人，一半為國際學生，老師共有35位。

## 社團
由學生自發性組成，多為學術研究傾向。而每年的7, 8月，學校會舉辦一次旅遊，幫助學生適應獨立生活。

## 其它
其為每學年三學期制，且每學期包含14-16個星期，而期末考將在休假期間舉行，學期成績未滿80分者將會被退學。